# Sirena
|  | Aquest article tracta sobre a l'ésser mitològic. Vegeu-ne altres significats a «Sirena (instrument acústic)». |

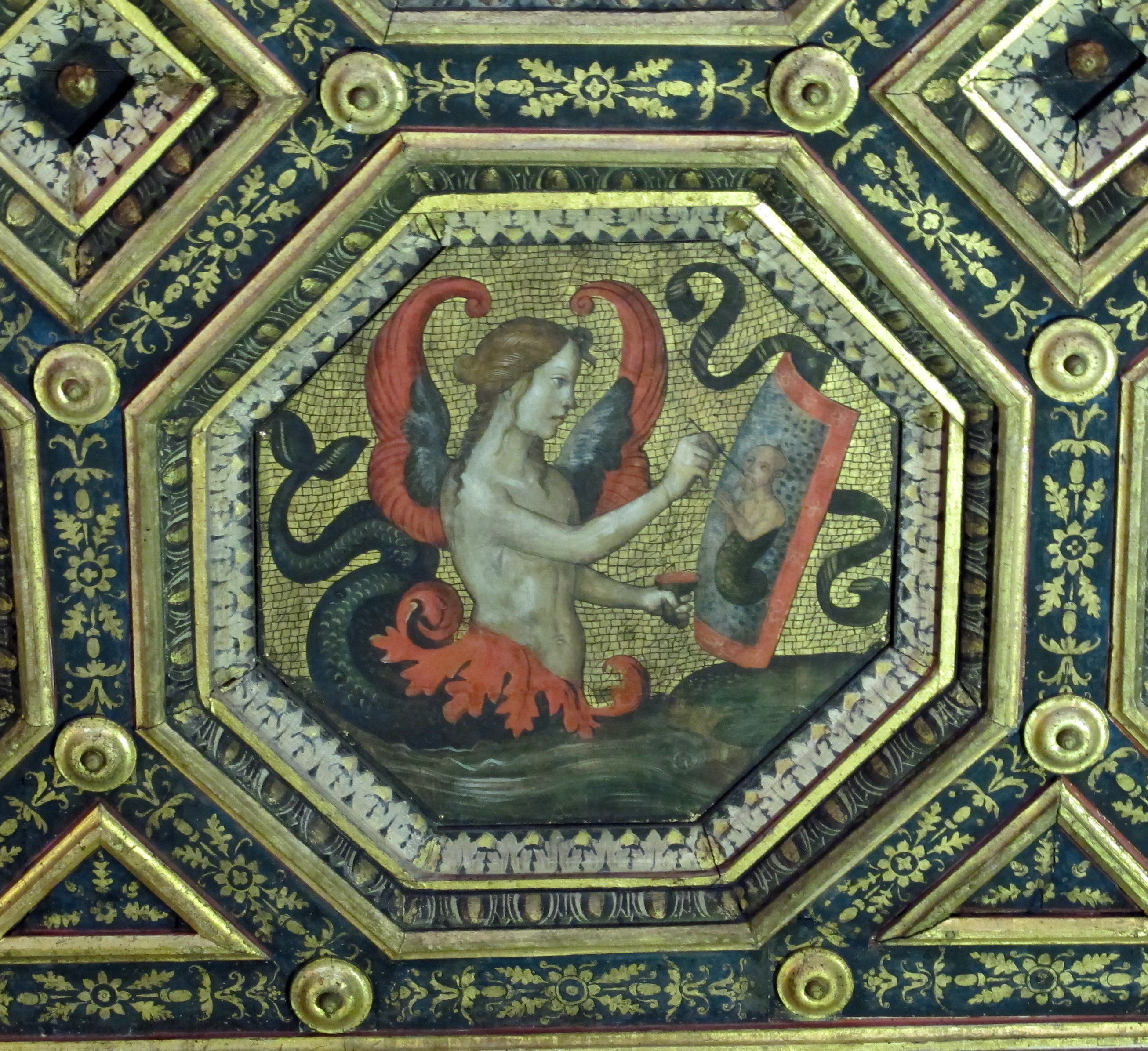
Sirena pintant-se un escut

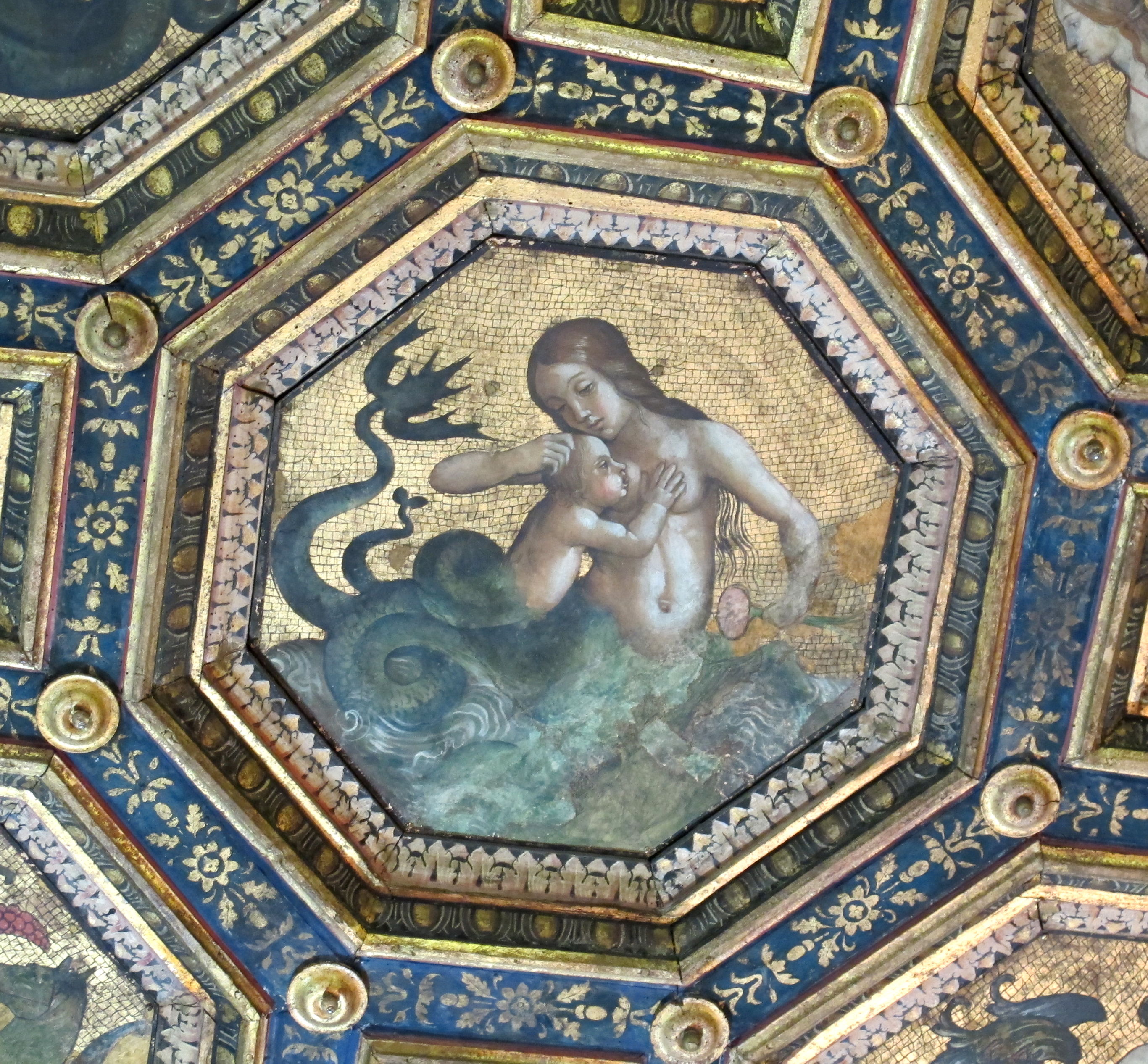
Sirena mare

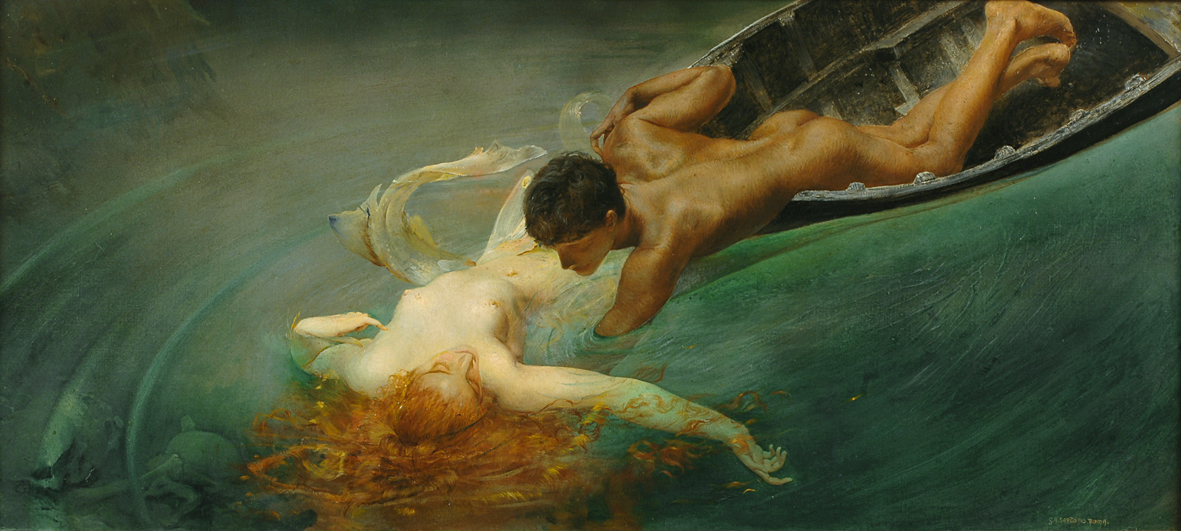
La sirena i el pescador, una obra mestra de 1893 de Giulio Aristide Sartorio.

Una sirena és un ésser mitològic que té tors de dona i cua de peix. Les primitives sirenes tenien aparença de mig ocell o rèptil i mig dona. També és coneguda com a ondina en català poètic.

## Etimologia
Sirena prové del grec antic Σειρηνα, amb el mateix significat.

## Significat de les sirenes

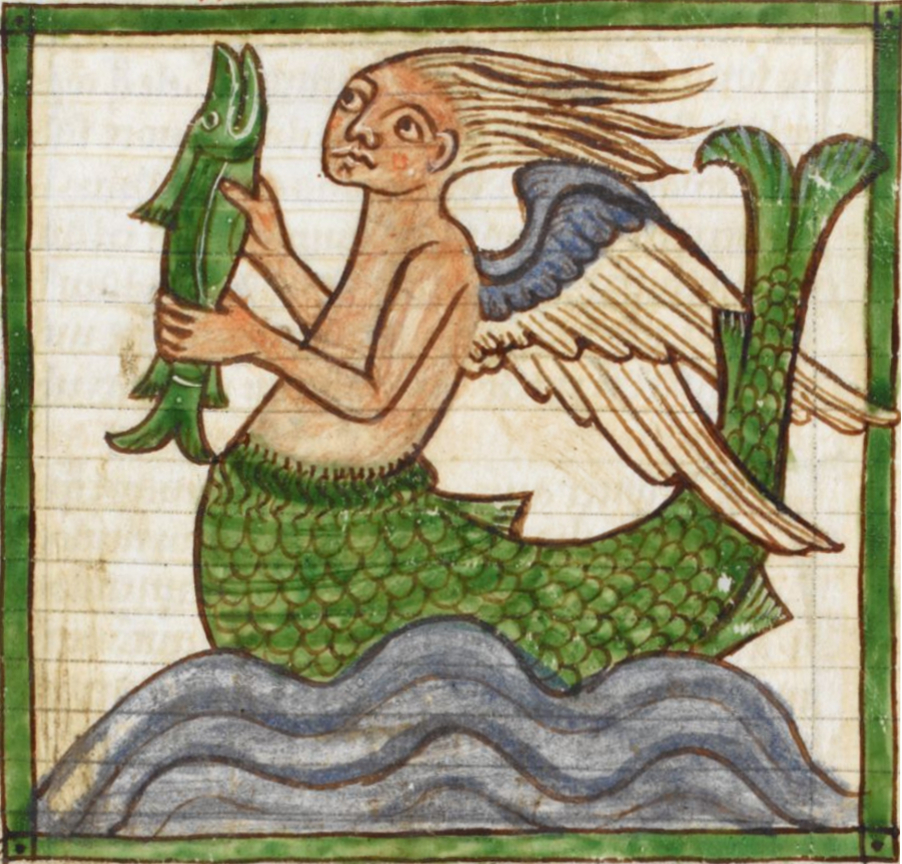
Sirena medieval

La primera menció a la sirena és la història assíria d'Atargatis, qui es va transformar per amor. Veure sirenes era signe de mala sort per als mariners, que podien naufragar o perdre's per no tornar a casa. Per contra els finesos la veien com un auguri de bona sort, ja que la sirena era una mena de fada aquàtica que podia concedir un desig o guarir una malaltia.
El fet de tenir escates estava associat al pecat, especialment a la luxúria, durant l'Edat Mitjana, i per això apareixen en nombrosos capitells juntament amb serps, simbolitzant a la temptadora d'Eva i peixos, símbol del cristianisme.
Aquesta connotació amorosa i de seducció acompanyarà altres representacions d'homes posteriors de la figura. L'extrema bellesa perillosa existeix en alguns altres mites sobre la dona, com el de la vagina dentata o la femme fatale, de caràcter androcèntric i patriarcal i influenciada pel Vaticà.

## Les sirenes de la mitologia grega

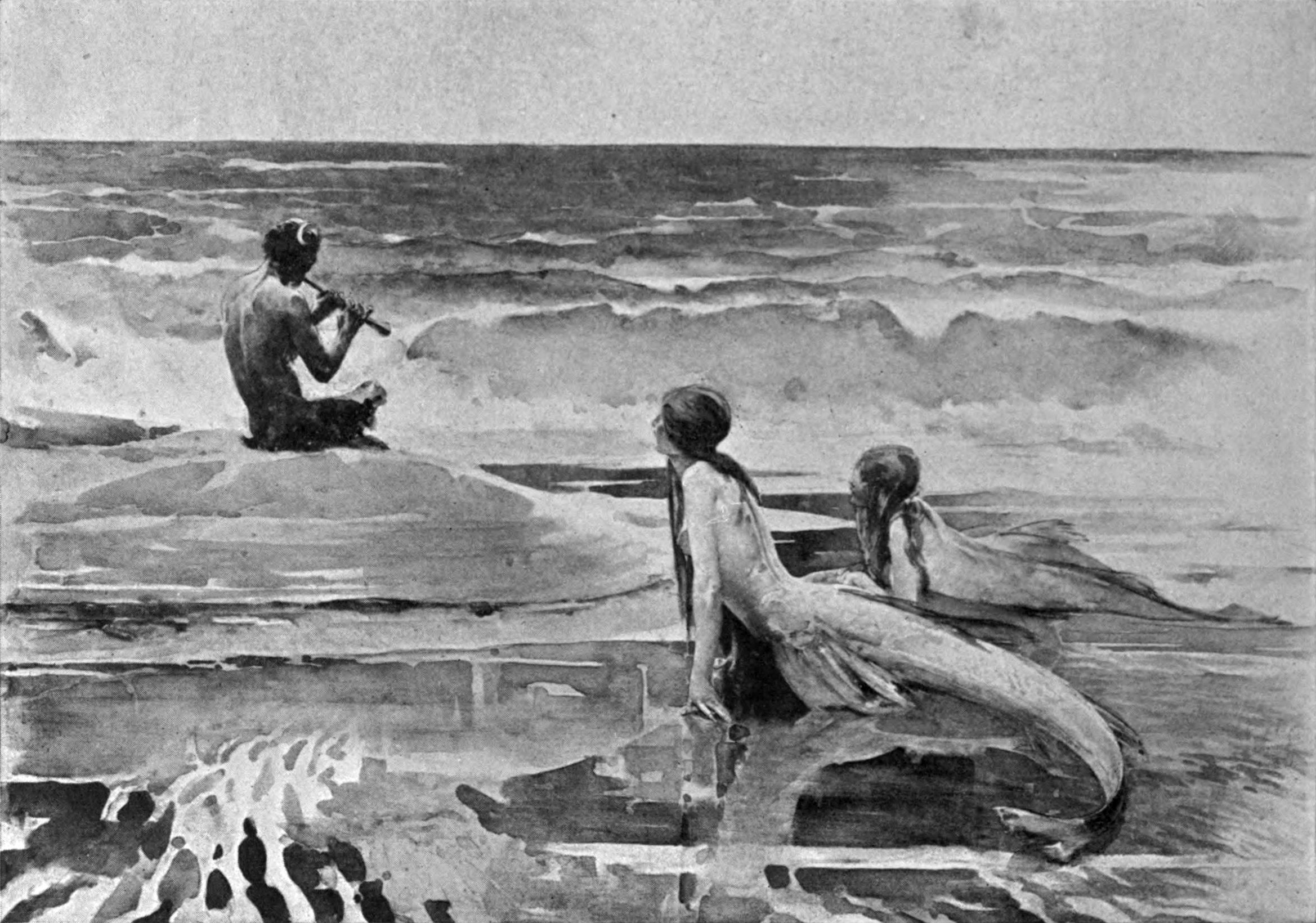
Dues sirenes i Pan

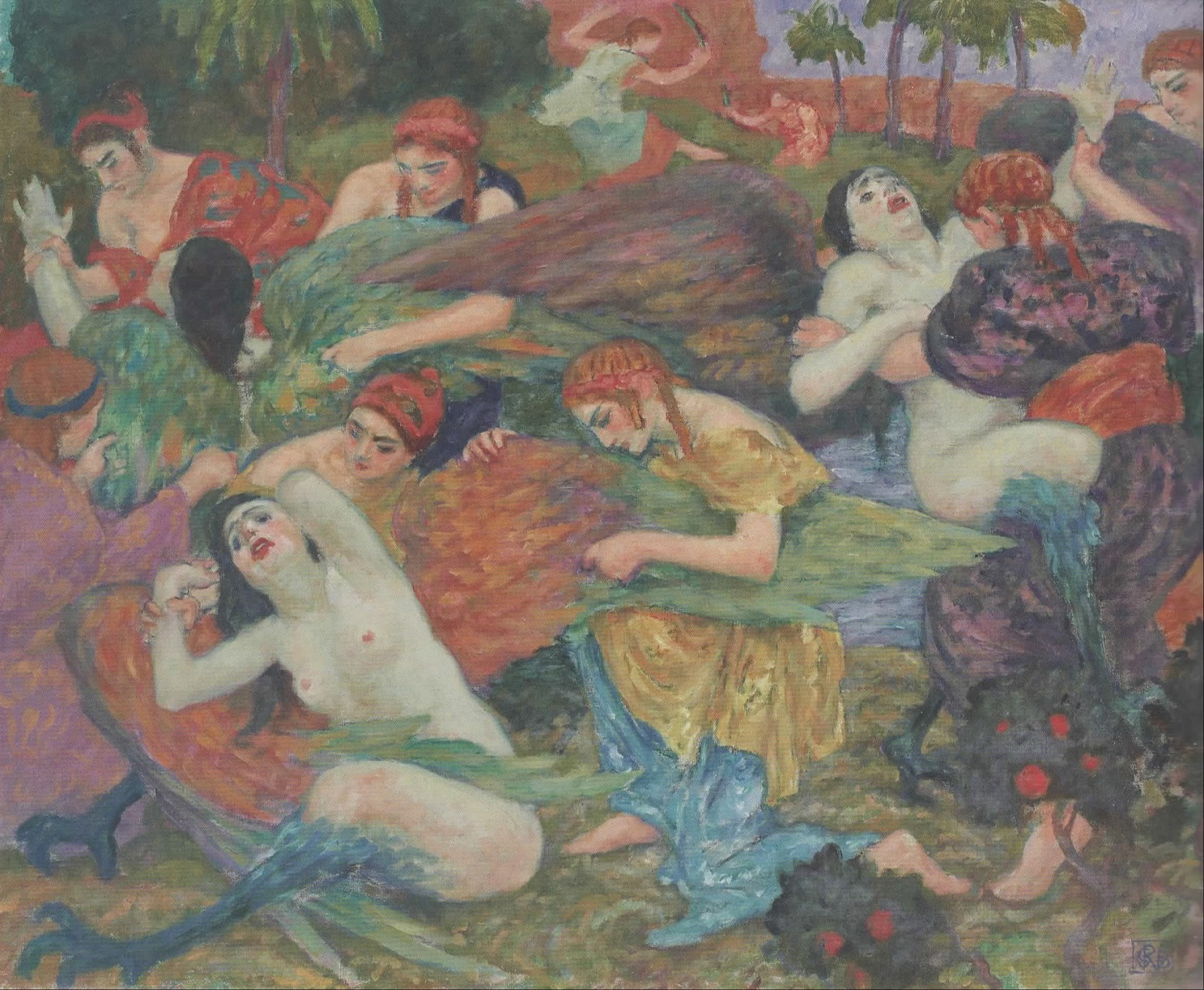
Muses tallant les ales a sirenes

L'origen de les sirenes no és clar. Eren filles de Forcis, o d'un déu fluvial, el riu Aqueloos, segons uns mites la seva mare era la musa Melpòmene, segons altres Terpsícore o Cal·líope. Quan el seu pare era Aqueloos, hom les podia anomenar Aqueloides. Les sirenes de la mitologia grega eren nàiades (nimfes marines), meitat dones i meitat aus, no gaire diferents de les Harpies. A partir de l'Edat Mitjana es va considerar que tenien el cos de dona i cua de peix. Els noms de les sirenes, companyes de la deessa Persèfone, sembla que depenen del seu nombre: si són tres són Leucòsia (blanca), Ligeia (cridanera), i Partènope (veu de donzella). Quan eren dues: Himeropa (dolça veu) i Telxiepea (parla encantadora). Si són quatre: Telxiepea, Aglafoe (bella veu), Pisínoe (persuasiva), i Molpe (cançó). La sirena Partènope està lligada a l'origen de Nàpols.
Vivien a l'illa Antemessa (florida) on la terra era blanca a causa dels ossos blanquejats dels navegants morts. Segons una altra versió les seves víctimes naufragaven als esculls. Segons d'altres versions vivien a l'estret entre Escil·la i Caribdis, a la costa occidental de la Itàlia Meridional. Foren representades sovint en vasos pintats, ceràmiques, mosaics, sarcòfags amb cos d'ocell amb cua i ales amples tocant un instrument com la cítara o voltant la nau d'Ulisses.
Segons un oracle quan un vaixell passés davant la seva illa sense morir els mariners saltarien al mar i s'hi ofegarien. Aquesta situació es donà en dues ocasions.
Segons el mite dels argonautes, Orfeu tapà amb la seva veu el cant de les sirenes, i així evitaren xocar contra les roques del Sirenum Scopuli, on habitaven les nimfes. Butes va sentir el cant de les nimfes i es va llançar per la borda, però Afrodita el va salvar. Segons la llegenda, les sirenes, abatudes, es transformaren en pedra, mentre segons d'altres versions moriren ofegades a la mar.
Segons l'Odissea, d'Homer, Ulisses, aconsellat per Circe, va poder evitar el perill del seu cant tapant les orelles dels seus companys amb cera, mentre que ell, que volia escoltar el seu encisador cant, es va fermar al pal del vaixell, ordenant als seus companys que quan demanés que el deslliguessin l'havien de fermar més fort.
Segons Ovidi (cant V de les Metamorfosis) Persèfone fou raptada per Plutó (anomenat també Hades) i les sirenes la van buscar per la terra sense trobar-la, per la qual cosa imploraren als déus unes ales per poder cercar-la també per la mar.
Durant el període hel·lenístic, les sirenes van passar a ser considerades divinitats del més enllà, que cantaven per als benaurats a les Illes dels Benaurats. Representaven les harmonies celestials i com a tals són representades freqüentment als sarcòfags.

## Sirenes d'altres cultures
A Orient Mitjà: les primeres històries conegudes sobre sirenes van aparéixer a Assíria, abans del 1000 a. C. El fet de representar-les amb mig cos de peix es deu a la llegenda per Diodor de Sicília en la que Dèrcetis va ofendre a Venus i llavors la deessa li va inspirar amor cap el pastor. D'aquest amor va néixer una nena, Semíramis, que seria en un futur la reina de Babilònia. Després de néixer la seva filla, també per obra de la Venus, va acabar l'amor. Dèrcetis, plena d'ira, va abandonar la seva filla, va ser matar l'home a qui havia estimat i es va llançar a l'aigua disposada a suïcidar-se, el que els déus no ho van permetre. Així va donar origen a la seva morfologia amfíbia. Aquesta deessa, Dèrcetis és molt similar a la figura d'Atargatis la deessa síria amb forma de sirena la qual els peixos l'eren consagrats. La deessa va ser adorada en temples on hi havia grans estanys, i, posat que era la deïtat que governava les mars, els seus sacerdots solien vendre llicències de pesca als mariners.

## Les sirenes a la cultura
Existeixen versions locals de sirenes a molts indrets, com les ondines, les nimfes, les dones d'aigua o les dragues. La majoria d'elles estan associades a la música, recordant el seu origen. Apareixen com a tals a diversos mons de fantasia antics i actuals, com a Peter Pan, Les cròniques de Nàrnia o El màgic d'Oz, entre d'altres.
La sirena és un dels símbols de la ciutat de Varsòvia. L'escultura de La Sireneta de Copenhaguen, pel conte popular La sireneta, ha esdevingut identitari de la ciutat. Com totes les obres de cultura popular, el relat té diverses variants i versions.
Algunes pel·lícules que tracten sobre sirenes són La filla de Neptú (1941), protagonitzada per Esther Williams, Splash (1984) o Aquamarine (2006). També la sèrie juvenil H2O: Just Add Water i una versió en dibuixos animats del conte de la sireneta, signada per la productora Disney.
Una de les versions pictòriques més conegudes de la sirena és la de John William Waterhouse. Les sirenes apareixen també al manga, com a One Piece o a Mermaid Saga.
L'interès per la disfressa de sirena ha crescut amb la popularitat del cosplay de fantasia, així com la disponibilitat de monoaletes barates utilitzades en la confecció d'aquestes disfresses. Els vestits estan dissenyats normalment per utilitzar-los mentre es neda, en una activitat coneguda com mermaiding (traduït literalment com a "sireneig").